# MGP Nordic 2007
MGP Nordic 2007 blev afholdt den 24. november 2007 i Oslo, Norge. Det var første gang Finland deltog i konkurrence, sammen med Danmark, Sverige og Norge. Det var 3. gang MGP Nordic blev afholdt og der deltog 8 artister, de 2 bedste fra hver af de deltagende lande.
Værterne ved dette års MGP Nordic var Stian Barsnes Simonsen og Nadia Hasnaoui.
Showet var delt op i to dele, hvor der var 4 artister, en fra hvert land, der gik videre til superfinalen. Vinderen af dette års MGP Nordic blev Celine fra Norge. I finalen havde hvert land 10.000 point, som der blev delt ud til de øvrige lande, alt efter hvor mange procent af stemmerne de havde fået.

## Deltagerne og sange
- Mathias – Party (Danmark)
- Amalie – Til Solen Står Op (Danmark)
- Celine – Bæstevænna (Norge)
- Martin og Johannes – Når Vi Blir Berømt (Norge)
- Vendela – Gala Pala Gutchi (Sverige)
- SK8 – Min Största Första Kärlek (Sverige)
- Sister Twister – Fröken Perfekt (Finland)
- Linn – En Liten Önskan (Finland)

## Pointfordeling
|         | Placering | Artist  | Point |
| ------- | --------- | ------- | ----- |
| Norge   | 1         | Celine  | 11358 |
| Sverige | 2         | Vendela | 11215 |
| Danmark | 3         | Mathias | 10882 |
| Finland | 4         | Linn    | 6545  |